# Thomas Francis O’Rahilly
 Thomas Francis O’Rahilly, irisch Tomás Ó Rathaile,  (* 11. November 1883 in Listowel, County Kerry; † 17. November 1953 in Rathgar, Dublin) war ein irischer Keltologe (historische Linguistik des Irischen) und Mittelalterhistoriker (für Irland).
Meist wird er als T. F.  O’Rahilly zitiert.

## Leben
O’Rahilly war das siebte von fünfzehn Kindern. Er ging auf das St. Michael’s College in Listowel und – zur selben Zeit wie der spätere irische Präsident Éamon de Valera – auf das Blackrock College in Dublin. Danach studierte er an der Royal University of Ireland in Dublin mit einem Bachelor-Abschluss in Irisch und Altphilologie 1905. Danach lehrte er kurz am University College Dublin. Schon als Jugendlicher interessierte er sich für die irische Sprache und las die in Irisch geschriebene Tageszeitung An Claidheamh Soluis, benannt nach dem „Schwert des Lichts“ der irischen Mythologie.
Hauptberuflich war er ab 1906 Angestellter beim Gericht (Four Courts), befasste sich daneben aber mit dem Irischen und seiner Literatur. 1912 gründete er die Zeitschrift Gadelica: a Journal of Modern Irish Studies, die bis 1913 bestand. 1916 erstellte er seine Master-Arbeit in Dublin über die Aussprache des Irischen. Er konnte sich zunächst nur in seiner Freizeit mit dem Studium des Irischen, seiner Dialekte und alten irischen Handschriften befassen (für all das galt er später als einer der führenden Experten), was zu Überarbeitung und zusammen mit mehreren Grippe-Erkrankungen zu einer Verschlechterung seiner Gesundheit führten. 1919 bis 1929 war er Professor für Irisch am Trinity College Dublin und danach bis 1935 Forschungsprofessor am University College Cork. Von 1935 bis 1941 war er wieder Professor am University College Dublin und von 1942 bis 1947 Direktor der School of Celtic Studies des Dublin Institute for Advanced Studies, wo er auch von 1946 bis 1950 die Zeitschrift Celtica herausgab.
Er erhielt 1928 einen Ehrendoktor (D. Litt. Celt.) der National University of Ireland und 1948 einen Ehrendoktor (D. Litt.) des Trinity College Dublin. Er war Mitglied der Royal Irish Academy.
Sein Nachlass ist in der Queen’s University Belfast.

## Hauptwerke und daraus entstandene Kontroversen
Als Historiker war er für sehr umstrittene Meinungen bekannt. So war seine These (in Early Irish History and Christianity, 1946) von vier Wellen von prähistorischen (Eisenzeit) keltischen Invasionen in Irland einflussreich, ist aber zum Beispiel von den Keltologen Kenneth  H. Jackson und John T. Koch auf linguistischer Basis bestritten worden und es gibt auch keine archäologische Unterstützung dafür (siehe auch Geschichte Irlands (bis 800 n. Chr.). Nach O’Rahilly (sog. Historisches Modell von O’Rahilly) war die erste Welle die der Cruithne oder Pritani (rund 700 bis 500 v. Chr.), die auch nach Großbritannien kamen und Britannisch (P-keltische Sprachen) sprachen und den alten Griechen den Namen von Britannien gaben und den  Römern als Pikten bekannt waren, die zweite die Builg oder Iverner (Érainn), rund 500 v. Chr., wobei Builg auf das heutige Belgien deutet), die dritte Welle die der – so drei historisch überlieferte Namen – Laigin, Fir Domann und Gálion (rund 300 v. Chr., britannisch sprechend, aus der Bretagne) und die der Goidels oder Gälen (rund 100 v. Chr.) die letzte Invasion. In dieser letzten Invasion kamen in diesem Modell erstmals Sprecher des Gälischen (Q-keltische Sprachen) nach Irland. Sie verdrängten die P-Keltischen Sprachen und kamen aus Südwestfrankreich (Gallia Aquitania). In demselben Buch vertrat O’Rahilly die später besonders von Kathleen Winifred Hughes ausgebaute  und vielfach übernommene Hypothese der Existenz einer Chronik von Irland innerhalb der Genealogie ältester irischer Chroniken.
In einem in Irland sehr kontrovers aufgenommenen Buch von 1942 stellte er die von vielen in Irland als skandalös empfundene These auf, es gäbe zwei Patricks von Irland, die im Nachhinein in einer einzigen Figur, dem Heiligen Patrick, verschmolzen. Der Erste (Palladius Patrick) wirkte als Missionar von 432 bis 461, der andere kam erst 462 nach Irland und starb 490.
In seinem Buch über irische Dialekte von 1932 vertrat er die Ansicht, dass das im 20. Jahrhundert ausgestorbene und wiederbelebte Manx (auf der Insel Man) eine künstliche Konstruktion englischsprachiger Enthusiasten war und die Wiederbelebung somit sinnlos. Seine Einschätzung von Manx ist ebenfalls von anderen Linguisten bestritten worden, so von dem Dichter  Nicholas Williams, der Manx für eine Pidgin-Form des Gälischen im Kontakt mit den (norwegischen) Wikingern hielt.

## Familie
Sein Cousin Michael O’Rahilly, besser bekannt als The O’Rahilly (1875–1916), war 1913 einer der Gründer der Irish Volunteers und fiel bei der Besetzung des Dubliner Postamts im irischen Osteraufstand 1916. Seine Schwester Cecile O’Rahilly (1894–1980) war ebenfalls Keltologin am Dublin Institute for Advanced Study und Herausgeberin einer Edition der Saga Táin Bó Cúailnge. Sein Bruder Alfred O’Rahilly (1884–1969) war Politiker und Präsident des University College Cork. Er vertrat eine randständige Theorie des Elektromagnetismus unter dem Einfluss von Pierre Duhem, die die Maxwell-Theorie (und damit auch die Relativitätstheorie) ablehnte.
1918 heiratete er in Cork Mary Buckley. Die Ehe blieb kinderlos.

## Schriften (Auswahl)
- Irish Dialects Past & Present, with Chapters on Scottish and Manx, 1932
- The Two Patricks: A Lecture on the History of Christianity in Fifth-century Ireland, 1942
- Early Irish History and Christianity, Dublin Institute for Advanced Study, Dublin 1946

Er gab verschiedene Sammlungen irisch-gälischer Dichtung heraus.